# 1948 en hockey sur gazon
| Années du hockey sur gazon : 1945 - 1946 - 1947 - 1948 - 1949 - 1950 - 1951    |
| Décennies du hockey sur gazon : 1910 - 1920 - 1930 - 1940 - 1950 - 1960 - 1970 |

Cet article présente les faits marquants de l'année 1948 en hockey sur gazon.

## Évènements

### Jeux olympiques
- Hockey sur gazon aux Jeux olympiques d'été de 1948